# Träffningen vid Ratan
Träffningen vid Ratan ägde rum den 20 augusti 1809 i Ratan i Västerbotten under finska kriget 1808–1809. Detta var senaste gången svenskar och ryssar stridit mot varandra. Dagen innan stod det senaste slaget mellan marktrupper på svensk mark, vid närliggande Sävar.

## Bakgrund
Den ryska armén hade under 1808 skaffat sig kontroll över hela Finland, och i början av 1809 avancerade man söderut genom Västerbotten. Sverige lyckades, trots sitt krisartade militära resursläge, mobilisera en motattack genom att sända en flotta på 120 fartyg med 10 000 man från Stockholm ämnade att landsättas i Ratan. Tanken var att dessa trupper skulle åstadkomma en kniptångsmanöver med hjälp av den södra armén som befann sig utanför Öre älv. 
Den ryske generalen Nikolaj Kamenskij fick underrättelser om den svenska landstigningen och insåg att hans situation inte var god. Han beordrade omedelbart reträtt norrut för att möta det nya hotet och genom en krigslist såg han till att den svenske generalmajoren Eriksson blev kvar vid Öre älv. På bara 36 timmar marscherade den ryska armén 80 km och stötte då ihop med de svenska styrkorna under ledning av general Gustaf Wachtmeister i Sävar. Här utbröt ett åtta timmar långt slag. Wachtmeister som inte såg riktigt vad som hände på slagfältet blev orolig för att hans styrkor höll på att inringas varför han beordrade reträtt till Djäkneboda. Där ställde han upp armén och hade ett mycket bra utgångsläge. Det fanns bara en smal korridor genom vilken ryssarna skulle kunna passera och det vore lätt för det svenska artilleriet att beskjuta fienden. Wachtmeister blev trots detta orolig för att han styrkor skulle kunna bli inringade och innan någon ny sammanstötning blev av beordrade han ny reträtt till Ratan, ett beslut han blivit mycket kritiserad för. 

## Träffningens förlopp

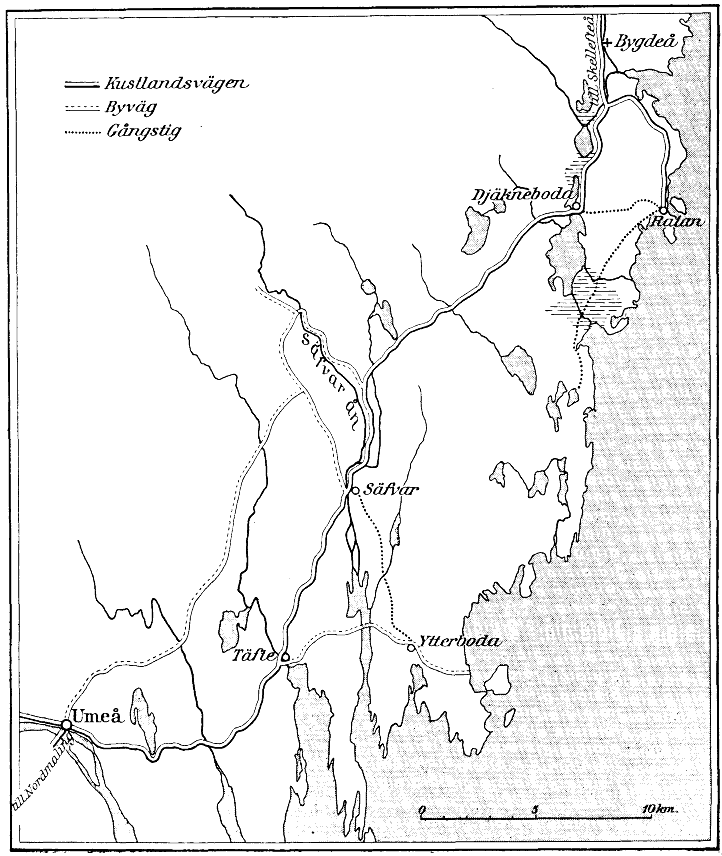
Skiss över trakten mellan Umeå och Bygdeå, inkl. de historiska orterna Ratan och Sävar.

Strax före klockan 15.00 den 20 augusti 1809 strömmade de ryska soldaterna in i Ratan. Där möttes de av en förödande artillerield från kanonsluparna. På Ledskär fanns ytterligare sju kanoner och på Rataskär även ytterligare två kanoner som gav oavbruten eld in mot byn. Striderna pågick i fyra timmar. Framemot klockan 8 på kvällen insåg Kamenskij att läget var hopplöst och beordrade reträtt. Samma kväll sammankallade han ett möte med general Wachtmeister och hotade att anfalla på nytt om inte svenskarna avseglade från Ratan.

## Efterspel
Den 17 september 1809 undertecknades fredsavtalet, som innebar att Sverige förlorade Finland till Ryssland. Många menar att båda sidor visste att fredsförhandlingar var nära och att de sista svenska ansträngningarna i kriget mest handlade om att svenskarna försökte få en så bra förhandlingsposition som möjligt.
Efter kriget var slut och när Ratanborna återvände till sin sönderskjutna by startade den svenska armén en insamling till byborna. Mer än 590 riksdaler samlades ihop. Som jämförelse kan man säga att för 12 riksdaler kunde man köpa en ko, för 2 riksdaler kunde man köpa ett får och ett dagsverke var värt 1/3 riksdaler.  
Något som förbryllat historikerna är att man varken i Sävar eller i Ratan funnit några massgravar efter de soldater som stupat. En teori för Ratans del är att kropparna kan ha sänkts i havet, men det finns inget nerskrivet eller något muntligt berättat om detta. 
I Ratan finns idag ett minnesmärke i form av två krigsgravar. I den ena ligger fänrik Hägerflycht som sårades vid striderna i Sävar och sedan avled på ett lasarettsfartyg i Ratan. Den andra stenen är ingen grav utan en minnessten som restes i samband med 100-årsjubileet av anhöriga till Johan Nisbeth som stupade i Sävar men vars kropp aldrig återfanns.